# Kecamatan Abung Barat
Kecamatan Abung Barat är ett distrikt i Indonesien.   Det ligger i provinsen Lampung, i den västra delen av landet, 270 km nordväst om huvudstaden Jakarta.